# 서울 진관동 석 아미타불좌상
서울 진관동 석 아미타불좌상(서울 津寬洞 石 阿彌陀佛坐像)은 진관동 석 보살입상 앞 석조부재 위에 있는 나말여초 시기의 아미타불좌상(阿彌陀佛坐像)이다. 2011년 1월 13일 서울특별시의 문화재자료 제51호로 지정되었다.

## 개요
이 불상은 아미타불만이 지을 수 있는 아미타정인(阿彌陀定印)을 짓고 있어 존명(尊名)이 아미타불임을 알 수 있다. 아미타정인은 금강정경계(金剛頂經系) 의궤(儀軌)에 나오는 밀교계 도상(圖像)으로 신라 하대에 전래되어 나말여초기에 일시적으로 나타나다 고려 후기에 다시 나타난다. 현전하는 예로는 경상북도 풍기 비로사(毘盧寺) 석조아미타불좌상과 경주 분황사(芬皇寺) 석조아미타불좌상 등 극소수만 존재한다. 다리는 결가부좌(結跏趺坐)를 하고 있으며 다리를 덮은 옷자락에는 비스듬한 사선의 옷 주름이 일정한 간격으로 조각되어 있다.
진관동 석 아미타불좌상은 상반신이 파손되는 등 전체적인 보존상태는 좋지 않으나 아미타정인의 수인(手印)을 한 불상이 한국에서 극히 희소한 상황에서 현재까지 서울ㆍ경기 지역에서 발견된 유일한 아미타정인 불상이고, 아미타정인 불상들 가운데 가장 북쪽에 위치하고 있는 점 등에서 미술사적 보존가치가 크므로 서울특별시 문화재자료로 지정되었다.

## 같이 보기
- 진관동 석 보살입상

## 참고 자료
- 서울 진관동 석 아미타불좌상 - 국가유산청 국가유산포털